# 田口玄一
田口玄一（日語：たぐち げんいち，英語：、1924年1月1日—2012年6月2日），日本新潟縣人，為应用統計學家與工程管理專家。從1950年代開始，他創造了田口方法（Taguchi Method），為品質工程的奠基者。